# Dial Records
Dial Records war ein US-amerikanisches Jazz-Label, das auf Bebop spezialisiert war.

## Geschichte des Labels
Dial wurde von Ross Russell, dem späteren Biographen von Charlie Parker, 1946 gegründet; er leitete das Unternehmen ungefähr zehn Jahre. Die wichtigsten Musiker, die auf Dial aufnahmen, waren außer Charlie Parker Miles Davis, Max Roach und Milt Jackson. Dial Records ging aus dem Tempo Music Shop, einem Plattenladen hervor, der in Hollywood ansässig war und von Russell geleitet wurde. Russells Partner war der Rechtsanwalt Marvin Freeman, der eine Sammlung von 12.000 Platten hatte und das notwendige Startkapital für Dial Records zur Verfügung stellte.

## Die Dial-Sessions von Charlie Parker 1946/1947
Russell hatte Charlie Parker in Clubs spielen gehört und beschloss, Platten von ihm herauszubringen. Ursprünglich wollte Russell Charlie Parker im März 1946, als dieser an der Westküste weilte, zusammen mit Lester Young, Dizzy Gillespie, Milt Jackson, Ray Brown und Stan Levey aufnehmen lassen. Geleitet werden sollten die Aufnahmen vom Pianisten George Handy. Lester Young, Milt Jackson, Handy, Gillespie und andere waren jedoch wegen Club-Verpflichtungen verhindert; so entstand in veränderter Besetzung die erste Dial-Aufnahme:
- am 28. März 1946 wurden Yardbird Suite, Moose the Mooche, Ormithology, A Night In Tunisia und der abgebrochene Take, der unter der Bezeichnung The Famous Alto Break erschien, aufgenommen.[1] „Moose the Moose“ skizzierte Parker in Roy Porters Auto auf der Fahrt ins Studio.[2]

Außer Parker wirkten bei dieser ersten Dial-Session Lucky Thompson, Dodo Marmarosa (für George Handy), Arvin Garrison (für Milt Jackson), Vic McMillan (für Ray Brown) und Roy Porter (für Stan Lewey) mit. Vor seiner Rückkehr nach New York nahm Charlie Parker für Dial Records die folgenden Sessions auf:
- am 29. Juli den Titel Max Is Making Wax, sowie eine verunglückte Version von Lover Man und den Titel The Gypsy,
- am 1. Februar 1947 mehrere Takes von Home Cookin´ mit Russ Freeman, Arnold Fishkin,
- am 19. Februar eine Session mit dem Sänger Earl Coleman (This Is Always, Dark Shadows),
- am 26. Februar 1947 die Titel Relaxin´At Camarillo, Cheers, Carvin´ The Bird mit Howard McGhee, Wardell Gray, Dodo Marmarosa, Barney Kessel, Red Callender, Don Lamond,
- am 9. März 1947 Dee Dee´s Dance mit Howard McGhee, Hampton Hawes und Addison Farmer,
- am 28. Oktober 1947, aufgenommen in New York Dexterity, Bongo Bop, Dewey Square, The Hymn, Superman, Bird Of Paradise, Embraceable You mit Miles Davis, Duke Jordan, Tommy Potter und Max Roach,
- in gleicher Besetzung am 4. November 1947 die Titel Bird Feathers, Klact-Oveesedstene, Scrapple From The Apple, Out Of Nowhere, Don´t Blame Me,
- am 17. Dezember 1947, die Band erweitert um J. J. Johnson die Titel Drifting On A Reed, Qusimodo, Charlie´s Wig, Bongo Beep, Crazeology, How Deep Is The Ocean. Mit dieser Session endete die Zusammenarbeit von Russell und Parker, der danach wieder für Savoy Records aufnahm. Die Dial-Aufnahmen erschienen später zunächst auf dem britischen Jazzlabel Spotlite (Charlie Parker On Dial).

Aufnahmeleiter für Dial Records war Teddy Reig.

## Diskographische Hinweise
- The Complete Dial Modern Jazz Sessions 1944-1948 (Mosaic Records 2014) – 9 CDs u. a. mit Charlie Parker, Miles Davis, Max Roach, Dexter Gordon, Wardell Gray, Melba Liston, Erroll Garner, Fats Navarro, Earl Coleman[3]

## Weblink
- Dial Records bei Discogs